# تیم ملی والیبال زنان اتحاد جماهیر شوروی
تیم ملی والیبال زنان اتحاد جماهیر شوروی ، تیمی که از سال ۱۹۹۱ تا ۱۹۵۲ نماینده اتحاد جماهیر شوروی در مسابقات بین‌المللی والیبال بود.
فدراسیون بین‌المللی والیبال روسیه را جانشین اتحاد جماهیر شوروی و کشورهای مستقل همسود  می داند. فدراسیون والیبال اتحاد جماهیر شوروی در سال ۱۹۴۸ ، یک سال پس از تأسیس هیئت حاکمه بین‌المللی ، به فدراسیون بین‌المللی پیوست. چهار سال بعد آنها تیمی را برای شرکت در نخستین مسابقات جهانی زنان فرستادند و از آن زمان با پیروزی در پنج دورهمسابقات قهرمانی جهان ، یک قهرمانی در جام جهانی و ۱۳ قهرمانی اروپا ، در صحنه بین‌المللی سلطه دارند. تمام نشان های المپیک اتحاد جماهیر شوروی به روسیه رسیده است ، اما با تعداد نشان های فدراسیون روسیه ترکیب نشده است.